# تصحيح العمر
تصحيح العمر (بالإنجليزية: Age adjustment)‏ هو مُصطلحٌ في علم الأوبئة وعلم السكان، وهو طريقةٌ تُستخدم للسماح بمقارنة السكان عندما تكون أعمار السكان مختلفةً تمامًا.

## متى يستخدم
يستخدم تصحيح العمر بشكلٍ شائع عند مقارنة معدلات الانتشار في مختلف المجموعات السكانية. لا يُستخدم لاشتقاق متوسط العمر المتوقع، والذي يُحسب مباشرةً من معدلات الوفيات المرتبطة بالعمر، مع عدم وجود مرجعٍ مطلوبٍ للسكان.
لا يعد تصحيح العمر مناسبًا أيضًا عند محاولة مقارنة مجاميع السكان (على سبيل المثال، إذا أردنا معرفة إجمالي عدد أَسِرة المستشفيات اللازمة للمرضى الذين يعانون من أمراض الدورة الدموية).